# 虎林站
虎林站，位于中华人民共和国黑龙江省鸡西市虎林市虎林镇站前街1号，是密东铁路上的火车站，建于1970年，哈尔滨铁路局管辖。

## 車站周邊
- 虎林公路客运站
- 虎林金源商务酒店
- 中国农业银行镇北分理处
- 虎林市购物中心
- 中国工商银行站前储蓄所
- 中国邮政储蓄银行虎林市聚源营业所
- 中国银行虎林支行

## 歷史
- 建于1970年。